# أندرو س. سكينر
أندرو س. سكينر (بالإنجليزية: Andrew C. Skinner)‏ هو قسيس أمريكي، ولد في 1951.